# Visuelles System

Sehsystem des Menschen. Zur Veranschaulichung der Verarbeitungswege ist ein Ikosaeder nach den einzelnen Verarbeitungsphasen schematisch dargestellt.

Das visuelle System ist der Teil eines Nervensystems, der visuelle Informationen verarbeitet.
Es umfasst das Auge mit Netzhaut (Retina), den Sehnerv, Teile des Thalamus und des Hirnstamms sowie die Sehrinde.

## Dioptrischer Apparat

Abbildungsschärfe auf der Netzhaut des rechten Auges (horizontaler Schnitt).

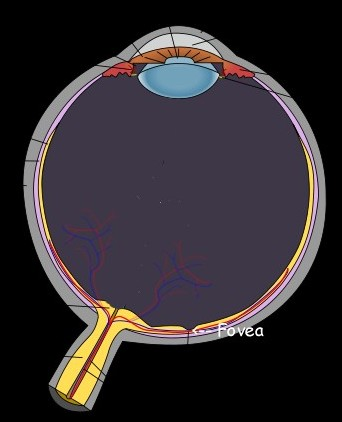
Schematischer Querschnitt durch das rechte Auge. Deutlich ist die Sehgrube (Fovea) zu sehen.

Der dioptrische Apparat des Auges (Hornhaut, Kammerwasser, Linse, Glaskörper) erzeugt auf der Netzhaut ein auf dem Kopf stehendes und seitenverkehrtes Bild der Umgebung im Gesichtsfeld.
Die Fovea ist die Stelle mit der größtmöglichen Abbildungsschärfe. Das Auge kann aber nur während der Verweildauer von etwa 0,2 bis 0,3 Sekunden auf einem solchen Fixationspunkt verharren (Optokinetischer Nystagmus).
Von der Fovea geht rund die Hälfte des Sehnervs (unten in Gelb) zum Sehzentrum. Die restliche Hälfte des Sehnervs sind für das periphere System reserviert, das bis zu 90 komprimierte Bilder des Sehfelds pro Sekunde erfasst.

## Sehbahn

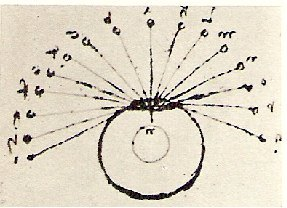
Darstellung des Auges durch Leonardo da Vinci. Er schrieb zu seiner Zeichnung: „Das Auge hat eine einzige Zentrallinie, und alle Dinge, welche durch diese Linie zum Auge gelangen, werden gut gesehen.“

Die Lichtreize werden von den Sinneszellen der Retina, den Stäbchen und Zapfen, registriert und als Änderungen ihres Membranpotentials abgebildet (Rezeptorpotential). Über die bipolaren Zellen weiter an die Ganglienzellen geleitet, können hier Aktionspotentiale ausgelöst werden. Die Fortsätze der retinalen Ganglienzellen bilden den II. Hirnnerv (Nervus opticus), der die Aktionspotentiale weiterleitet. 
Die Sehbahn leitet die Aktionspotentiale zur Sehrinde: Nach Eintritt in die Schädelhöhle kreuzen die Nervi optici beider Augen in der Sehnervenkreuzung (Chiasma opticum). Ungekreuzt verlaufen die äußeren (temporalen) Fasern weiter, während die inneren (nasalen) zur Gegenseite kreuzen. Auf die Weise verlaufen die Fasern der linken Netzhauthälfte beider Augen in die linke Hirnhälfte und die der rechten Netzhauthälften in die rechte. In den beiden Tractus optici verlaufen diese Nervenfasern zu den Seitlichen Kniehöckern Corpus geniculatum laterale des Thalamus, von wo sie über die breit gefächerte Sehstrahlung (Radiatio optica) zur Sehrinde (visueller Cortex) weitergeleitet werden.

## Visuelle Wahrnehmung
Visuelle Wahrnehmung bedeutet – über das reine „Sehen“ hinausgehend – eine „explizite symbolische Beschreibung der beobachteten Szene“ Dazu wird das auf der Netzhaut durch den optischen Apparat projizierte Bild der Szene bereits in der Netzhaut analysiert (Helligkeit, Farbe, Kontraste, Bewegung) und bearbeitet (Helligkeitsausgleich, Kontrastverstärkung). Bei der Weiterleitung über Sehnerven und Kniehöcker bleiben die räumlichen Lagebeziehungen der Rezeptoren in den Lagebeziehungen der Nervenbahnen und Synapsen erhalten (so genannte Retinotopie). Diese Lagebeziehung ist im visuellen Cortex als neuronale Karte nachweisbar. Die Aktivität der Nervenzellen dieser Karte repräsentiert die Wahrnehmung der Szene, allerdings in verzerrter Form: Linke und rechte Hälfte sind voneinander getrennt in der rechten und linken Hirnhälfte, das Zentrum der Szene (Fixationspunkt) als wichtigster Bestandteil der Szene, ist durch eine größere Region repräsentiert als der Rand.
Das Erkennen von einzelnen Elementen und ihrer Bedeutung erfolgt wahrscheinlich durch Vergleich mit bereits gespeicherten Erfahrungen (Szenen verknüpft mit Körpergefühl, Emotionen, Geruch, Geräusche und vieles andere mehr).

## Augenreflexe
Mit der Sehbahn verknüpft sind die Nervenbahnen der Augenreflexe. Reflexe, die das automatische Fixieren von statischen oder bewegten Objekten steuern, nutzen die bereits verarbeiteten räumlichen Informationen aus der Sehrinde.
Schutzreflexe
- Pupillenreflex – Ausgleich von abrupten Hell-Dunkel-Wechsel durch Veränderung der Öffnungsweite der Pupille.
- Lidschlussreflex zum Schutz vor grellem Licht, austrocknendem Luftzug und anfliegenden Fremdkörpern.
- Bellsches Phänomen Drehbewegung der Augen nach außen und oben als Teil des Lidschlussreflexes
- Westphal-Piltz-Phänomen Pupillenverengung als Teil des Lidschlussreflexes

Fixierungsreflexe
- Akkommodation: Anpassung der optischen Eigenschaften der Linsen an die Entfernung des fixierten Objekts durch Veränderung der Linsenkrümmung
- Konvergenz: Ausrichtung der Gesichtslinien beider Augen an die Entfernung des fokussierten Objekts. Bei weit entfernten Objekten sind die Achsen parallel ausgerichtet. Je näher das Objekt ist, umso mehr müssen die Augen nach innen gedreht werden. Dies erfolgt gleichzeitig durch den jeweils nasal liegenden Augenmuskel (Musculus rectus medialis).
- Konvergenzmiosis Pupillenverengung bei Nahfixation
- Folgebewegung, optokinetischer Nystagmus, vestibulookulärer Reflex und Puppenkopf-Phänomen: Ausrichtung der Sehachsen zum Ausgleich von Kopfbewegungen oder bei der Verfolgung von bewegten Objekten.[4]
- Sakkadische Augenbewegungen (Sakkaden) sind rasche, ruckartige Augenbewegungen. Sie dienen der Ergänzung der peripheren Wahrnehmung und der bereits vorhandenen Vorstellungen. Sie treten auch beim Träumen und beim Imaginieren von visuellen Vorstellungen auf.
- Mikrosakkade schnelle Blickzielbewegungen zur Vermeidung der Lokaladaption